# Giovanni Tacci Porcelli
Giovanni Tacci Porcelli, italijanski rimskokatoliški duhovnik, škof in kardinal, * 12. november 1863, Mogliano, † 30. junij 1928.

## Življenjepis
19. septembra 1886 je prejel duhovniško posvečenje.
18. marca 1895 je bil imenovan za škofa Citte della Pieve; škofovsko posvečenje je prejel 5. maja istega leta.
17. decembra 1904 je bil imenovan za naslovnega nadškofa Niceje in postal uradnik v Rimski kuriji.
31. decembra 1907 je postal apostolski nuncij v Belgiji in 29. aprila 1911 internuncij na Nizozemskem.
8. decembra 1916 se je vrnil v Rimsko kurijo; 30. oktobra 1918 je bil imenovan za prefekta Apostolske zbornice.
13. junija 1921 je bil povzdignjen v kardinala in imenovan za kardinal-duhovnika bazilike svete Marije v Trasteveru.
Med 8. avgustom 1922 in januarjem 1927 je bil tajnik Kongregacije za vzhodne cerkve.